# ジェリー・スタッブス
ジェリー・スタッブス（Jerry Stubbs、1952年9月13日 - ）は、アメリカ合衆国の元プロレスラー。ジョージア州アトランタ出身。
ルイジアナやミシシッピなどのミッドサウス・エリアやアラバマを主戦場に、覆面レスラーのミスター・オリンピア（Mr. Olympia）としても活躍した。

## 来歴
ボブ・アームストロングにスカウトされ、1975年にアラバマでデビューしたとされる。本名のジェリー・スタッブス（Jerry Stubbs）をリングネームに、ベビーフェイスのポジションでジョージアやミッドアトランティック、ミッドサウスのトライステート地区など、NWAの南部テリトリーを転戦。1978年11月6日にはトライステート地区におけるトーナメントの決勝でアーニー・ラッドを破り、8年ぶりに復活したNWAミシシッピ・ヘビー級王座を獲得、1979年5月5日にマイク・ジョージに奪取されるまで戴冠していた。
1980年、ロン・フラーが主宰していたアラバマのSECW（サウスイースタン・チャンピオンシップ・レスリング）にて覆面レスラーのザ・マタドール（The Matador）に変身、マイク・スターリングスをパートナーにデビッド・シュルツ&デニス・コンドリーからNWAサウスイースタン・タッグ王座を奪取した。その後は素顔に戻り、1981年1月26日にはレス・ソントンを破ってNWA世界ジュニアヘビー級王者となっている。同年はノーベル・オースチン、ブラッド・アームストロング、スタン・レーンらを下して、SECW認定のNWA USジュニアヘビー級王座も再三獲得した。
1981年下期からは再び覆面を被り、その肉体美を活かしたキャラクターのミスター・オリンピア（Mr. Olympia）に再変身。6月30日にはミスター・サイトーからNWAサウスイースタン・ヘビー級王座を奪取、11月3日にモンゴリアン・ストンパーに明け渡すまで保持した。1982年1月より、トライステート地区の後継団体であるビル・ワット主宰のMSWAに登場。デビュー早々の同月20日にボブ・オートン・ジュニアを破ってミシシッピ・ヘビー級王座を獲得、5月5日にはジャンクヤード・ドッグと組んでワイルド・サモアンズからミッドサウス・タッグ王座を奪取。9月26日にもキラー・カーンを下してミシシッピ王座に返り咲くなどの活躍を果たす。古巣のSECWでも1983年3月14日と翌15日、リック・フレアーのNWA世界ヘビー級王座に連続挑戦。久々に現れたベビーフェイスの覆面レスラーとして注目を集めたが、同年4月よりMSWAにおいてヒールに転向。以後、タッグパートナーだったジャンクヤード・ドッグとの遺恨戦や、ミスター・レスリング2号とのマスクマン抗争を展開した。
1983年8月からはベビーフェイスに戻ってSECWに復帰し、8月22日にリック・ハリスを破ってNWAアラバマ・ヘビー級王者となるが、戴冠中にスーパー・オリンピア（正体はアーン・アンダーソン）との覆面剥ぎマッチに敗れ、再び素顔のジェリー・スタッブスとして活動。再度のヒールターンも行い、ミスター・パーフェクト（Mr. Perfect）を自称するエゴイスト系ヒールとなって活動。旧敵アンダーソンとも共闘して、1984年1月15日にはトーナメントの決勝でジャック・ルージョー&ジミー・ゴールデンを破り、空位となっていたNWAサウスイースタン・タッグ王座を獲得した。以降もアラバマ地区に定着して、SECWから改称したCCW（コンチネンタル・チャンピオンシップ・レスリング）およびCWF（コンチネンタル・レスリング・フェデレーション）にも参戦、1986年5月12日にはロバート・フラーからNWAコンチネンタル・ヘビー級王座を奪取している。
1986年10月、ミスター・オリンピアとして全日本プロレスの『ジャイアント・シリーズ』に初来日。10月16日の下関大会では、当時ヒロ斎藤が保持していた世界ジュニアヘビー級王座への挑戦権をかけて小林邦昭と対戦した。全日本プロレスには翌1987年1月の『新春ジャイアント・シリーズ』にも、ア・シーク（A Sheik）なるアラブ人ギミックのヒールに変身して再来日し、タイガー・ジェット・シンのパートナーを務めている。同シリーズには後にWWFで「ミスター・パーフェクト」を名乗るカート・ヘニングも参戦していたが、元祖ミスター・パーフェクトであるスタッブスは、ジャックダニエルのボトルと引き替えに、このニックネームをヘニングが使用することを了承したという。
主戦場のアラバマではダーティ・ホワイト・ボーイことトニー・アンソニーを新パートナーに、1986年11月から1988年12月にかけて、NWAコンチネンタル・タッグ王座および後継タイトルのCWFタッグ王座を再三獲得。王座を巡りボブ&ブラッドのアームストロング親子とも抗争したが、1989年のCWFの活動停止に伴い、自身も現役を引退した。
リタイア後は南部のインディー団体に時折出場し、1996年5月10日にはジョージア州のNGWAにミスター・オリンピアとして登場、マスクド・スーパースターとの覆面レスラー同士のレジェンド対決が行われた。2010年11月19日には、かつての主戦場アラバマ州バーミングハムの "Wrestle Birmingham" で行われたボブ・アームストロング対ジミー・ゴールデン戦の特別レフェリーを務めた。

## 得意技
- スリーパー・ホールド
- ドロップキック
- ヘッドシザーズ・ホイップ
- クロス・ボディ
- アーム・ドラッグ
- モンキー・フリップ
- スモール・パッケージ・ホールド

## 獲得タイトル
NWAトライステート / MSWA
- NWAミシシッピ・ヘビー級王座：3回[5]
- NWAルイジアナ・ヘビー級王座：1回[22]

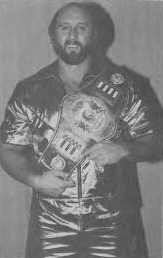
1981年

- ミッドサウス・タッグ王座：2回（w / ジャンクヤード・ドッグ、テッド・デビアス）[11]

SECW / CCW / CWF
- NWA世界ジュニアヘビー級王座：1回[7]
- NWA USジュニアヘビー級王座：4回[8]
- NWAアラバマ・ヘビー級王座：4回[15]
- NWAサウスイースタン・ヘビー級王座：1回[9]
- NWAサウスイースタン・タッグ王座：5回（w / マイク・スターリングス、ダッチ・マンテル、アーン・アンダーソン×3）[6]
- NWAコンチネンタル・ヘビー級王座：2回[16]
- NWAコンチネンタル・タッグ王座：4回（w / トニー・アンソニー）[23]
- CWFタッグ王座：2回（w / トニー・アンソニー）[24]